# Cirsotrema amamiense
Cirsotrema amamiense is een slakkensoort uit de familie van de Epitoniidae. De wetenschappelijke naam van de soort werd voor het eerst geldig gepubliceerd in 2000 door Nakayama.